# فوکوس خودکار

تشخیص فاز: در هر شکل (نه در مقیاس)، خط افق بنفش نشان‌دهنده شی مورد نظر است، خطوط قرمز و سبز نشان‌دهنده پرتوهای نوری هستند که از روزنه‌ها در طرف مقابل لنز عبور می‌کنند، و مستطیل زرد نشان‌دهنده آرایه‌های حسگر است. (یکی برای هر دیافراگم). شکل‌های ۱ تا ۴ شرایطی را نشان می‌دهند که در آن لنز (۱) خیلی نزدیک، (۲) درست، (۳) خیلی دور و (۴) خیلی دور است. از اختلاف فاز بین دو پروفایل خط آسمان می‌توان برای تعیین جهت و میزان حرکت لنز برای دستیابی به فوکوس مطلوب استفاده کرد.

فوکوس خودکار (به انگلیسی: Autofocus) (مخفف انگلیسی: AF) سیستمی است که به‌طور خودکار، لنز دوربین عکاسی را برای ایجاد تصویری دقیق بر روی گیرنده تصویر تنظیم می‌کند. دو دستهٔ کلی فوکوس خودکار وجود دارد: فعال و غیرفعال. در بیشتر دوربین‌ها با استفاده از کنتراست و در برخی دوربین‌ها از فروسرخ برای فوکوس خودکار استفاده می‌شود.
فوکوس خودکار اغلب با دکمه‌ای که بر روی لنز و در بعضی دوربین‌ها روی بدنهٔ دوربین تعبیه شده، قابل خاموش و روشن شدن است.
در روش فعال، دوربین برای انجام فوکوس خودکار، یک پرتو مادون قرمز، لیزر را به سمت جلو ارسال می‌کند. این اشعه پس از برخورد به جسم منعکس شده، دوربین آن را از طریق لنز دریافت می‌کند. سپس رایانه داخلی دوربین با احتساب زمان تأخیر رفت و برگشت اشعه و سرعت آن که مقدار مشخصی است، فاصلهٔ دوربین تا جسم را محاسبه و لنز را فوکوس می‌کند.
در روش غیرفعال، اشعه‌ای از دوربین خارج نمی‌شود بلکه فوکوس از طریق بررسی و تحلیل تصویر حاصل می‌شود. یک روش بسیار معمول، تشخیص کنتراست (Contrast Detection) است. از این روش در بسیاری از دوربین‌های کامپکت، نیمه حرفه‌ای و دوربین‌های حرفه‌ای با پیش نمایش فعال (Live Preview) استفاده می‌شود. با استفاده از این ترفند، دوربین لنز را آن قدر حرکت می‌دهد تا در نقطه‌ای که قرار است در آن جا فوکوس انجام شود، بیشترین کنتراست به دست آید. این روش بیشترین کارایی را در محیط‌های با نور مناسب و سوژه ثابت دارد. از مزایای این روش ساده و ارزان بودن و راحتی در استفاده است. معایب این روش کند بودن در تشخیص فوکوس بهینه، ضعف در محیط کم نور و کارایی پایین برای سوژه‌های متحرک است. روش فوکوس خودکار تشخیص کنتراست به دلیل آسان بودن و نیاز نداشتن به سخت‌افزار و نرم‌افزار خاص، بیشترین استفاده را در دوربین گوشی‌های هوشمند دارد.
روش غیرفعال دیگر، فوکوس خودکار تشخیص فاز (Phase Detection Auto Focus) است که به اختصار PDAF نامیده می‌شود. این روش در بعضی دوربین‌های حرفه‌ای و گوشی‌های هوشمند رده‌بالا به کار گرفته می‌شود. در این شیوه دوربین نور دریافتی لنز از سوژه را به دو بخش تقسیم کرده و تصاویر حاصل از آن‌ها را با یکدیگر مقایسه و تحلیل می‌کند و با توجه به آن فوکوس بهینه را تعیین می‌کند. مزیت این روش سرعت و دقت بالا، عملکرد مناسب هنگام متحرک بودن سوژه و امکان فوکوس خودکار مداوم روی سوژه است. عیب این روش افت کارایی در نور کم است.

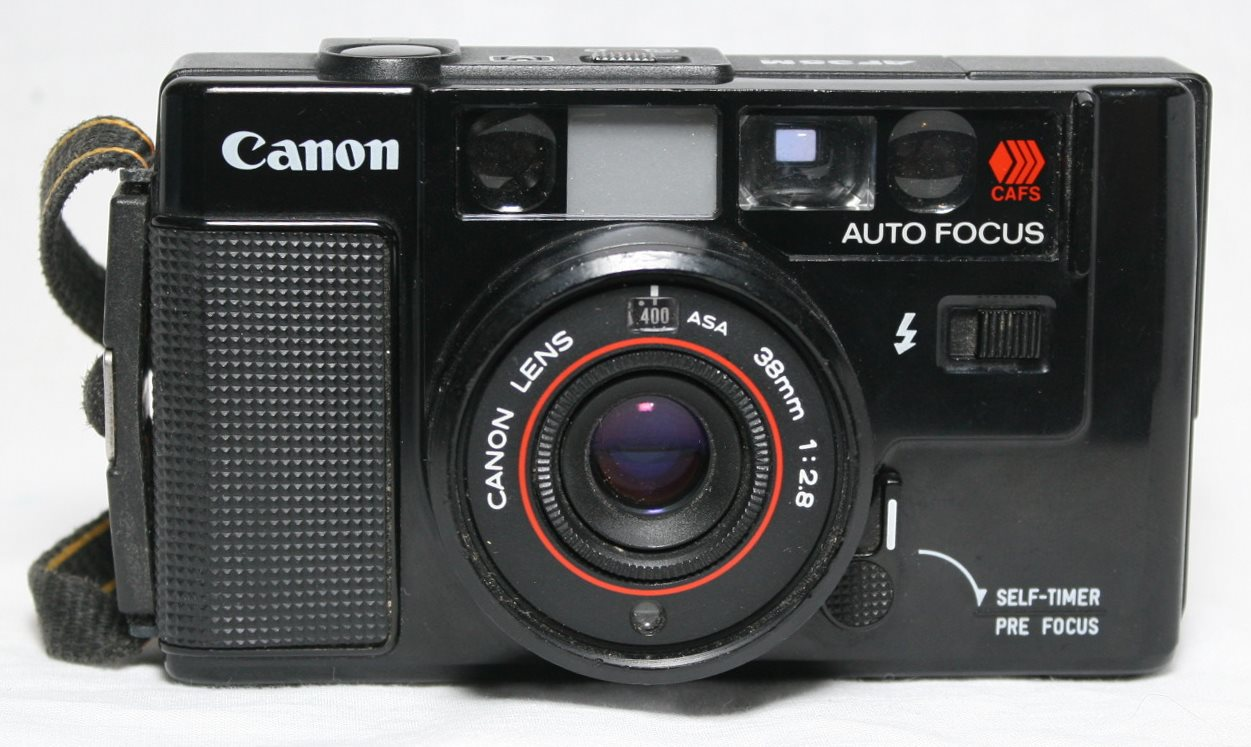
سیستم فوکوس خودکار فعال از طریق مادون قرمز - Canon AF35M (1979)
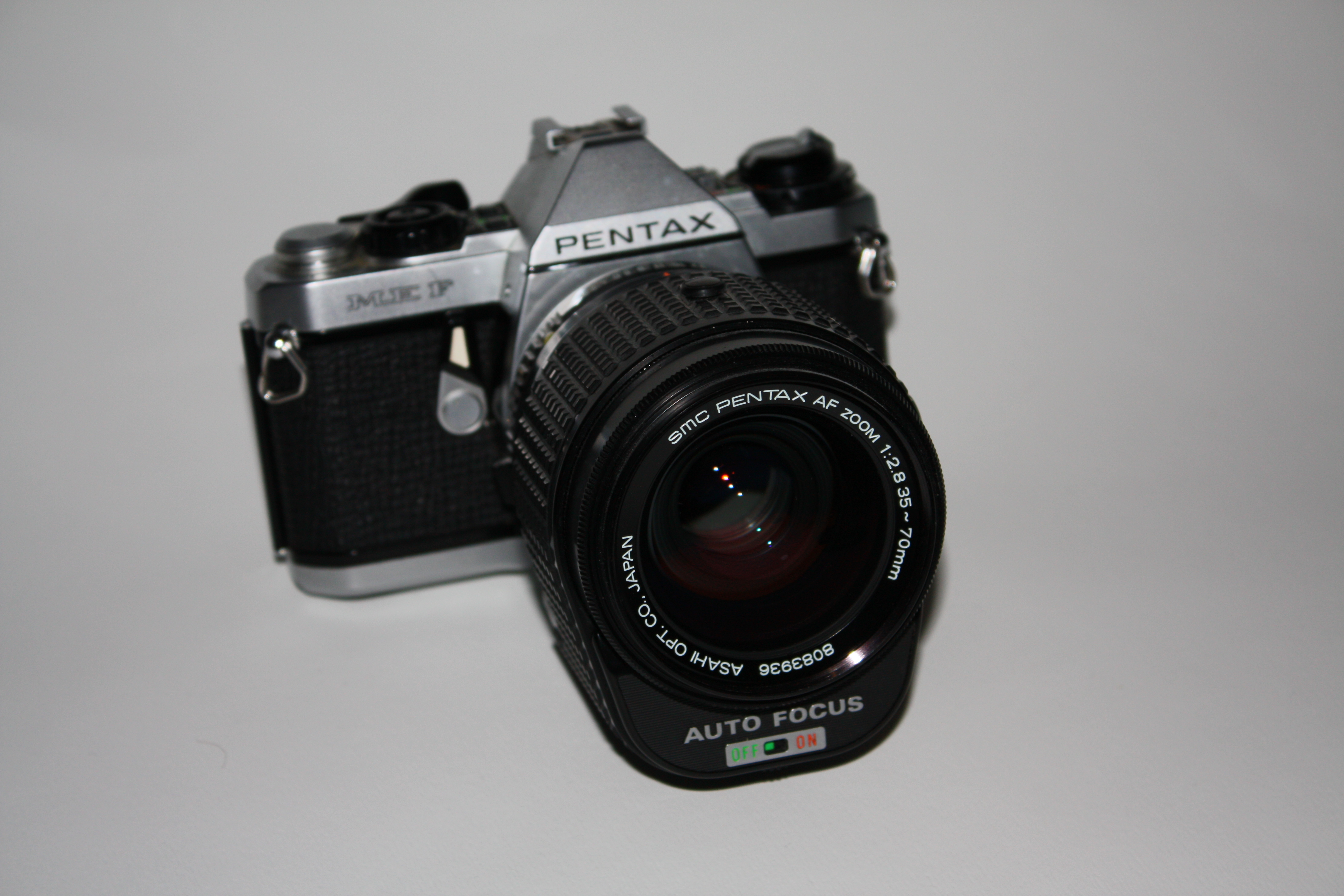
سیستم فوکوس خودکار با روش غیر فعال Pentax ME-F (۱۹۸۱)
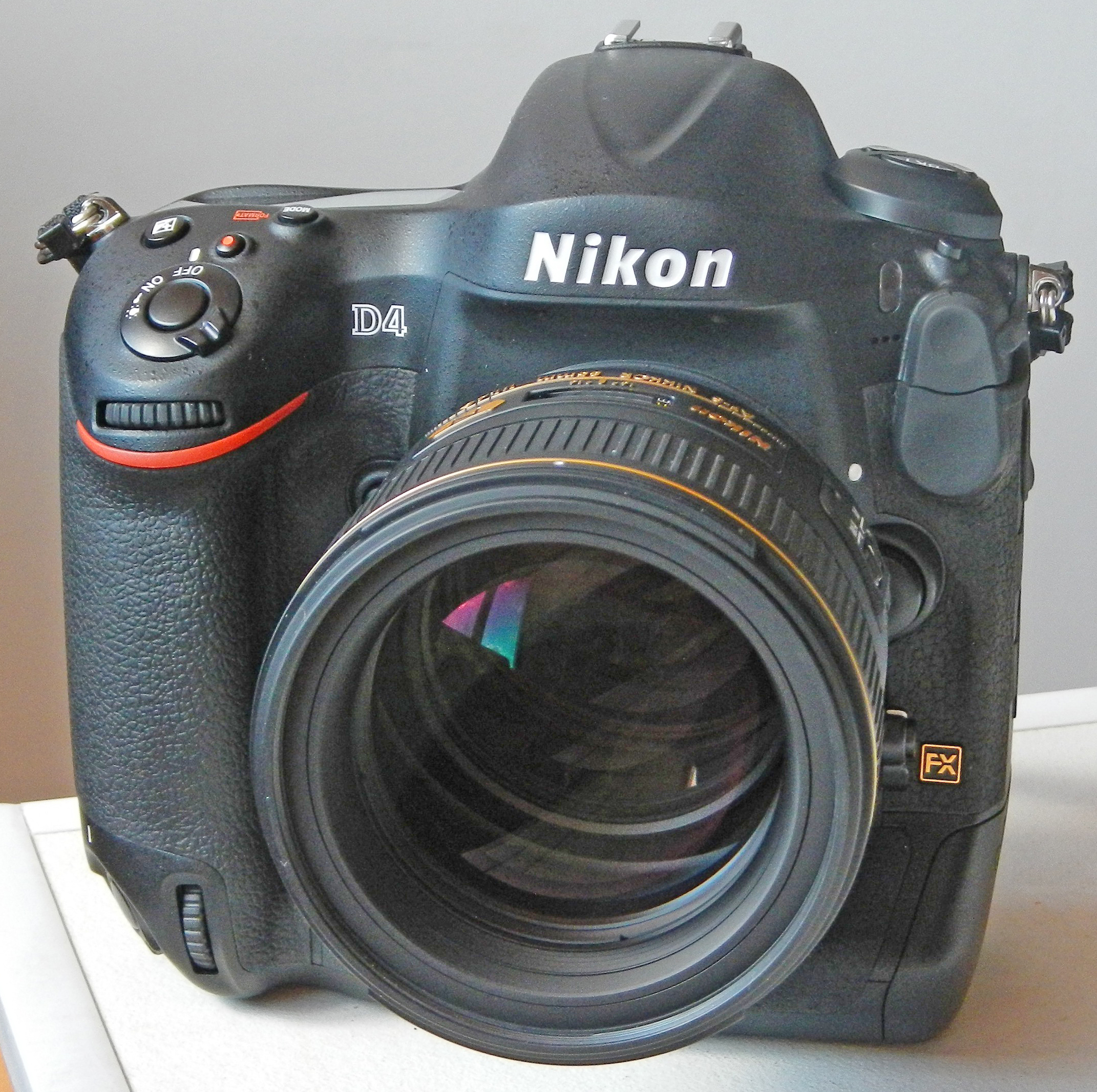
دوربین رفلکس تک لنز فوکوس اتوماتیک مدرن (۲۰۱۴)
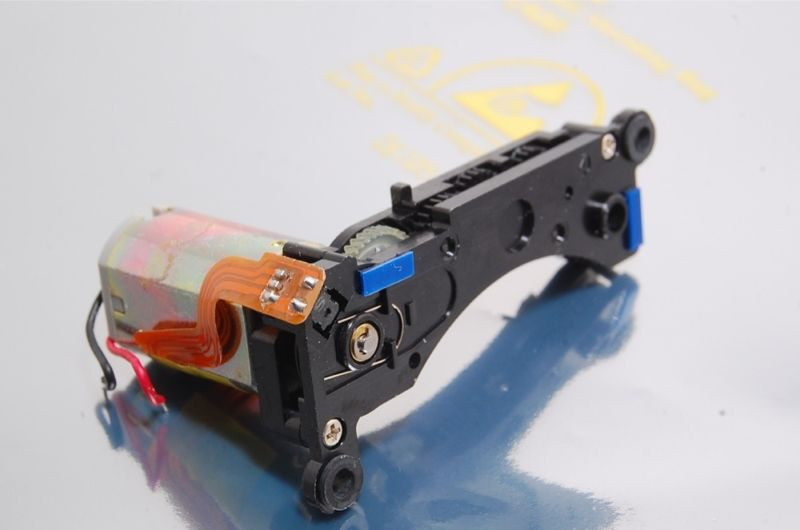
موتور در قسمت جلویی با دوربین نیکون D70 یا D70s که دارای فوکوس خودکار خارجی است